# Retreat (Texas)
Pour les articles homonymes, voir Retreat.
La ville de Retreat est située dans le comté de Navarro, dans l’État du Texas, aux États-Unis. Sa population s’élevait à 377 habitants lors du recensement de 2010, estimée à 388 habitants en 2016.

## Histoire
Retreat a été fondée dans les années 1840.

## Sources
- (en) Cet article est partiellement ou en totalité issu de l’article de Wikipédia en anglais intitulé « Retreat, Texas » (voir la liste des auteurs).

1. ↑  « Population and Housing Unit Estimates » (consulté le 9 juin 2017)
2. ↑  « Census of Population and Housing », Census.gov (consulté le 4 juin 2015)